# Scotty Pippen
Scotty Maurice Pippen jr. (Portland, 10 novembre 2000) è un cestista statunitense, professionista nella NBA con i Memphis Grizzlies.

## Biografia
È il figlio dell'ex cestista e membro della Naismith Hall of Fame Scottie Pippen.

## Carriera
Dopo aver trascorso tre stagioni con i Vanderbilt Commodores, nel 2022 si dichiara per il Draft NBA, non venendo tuttavia scelto; il 1º luglio viene firmato dai Los Angeles Lakers con un two-way contract.

## Statistiche

### NCAA
| Anno      | Squadra          | PG | PT | MP   | TC%  | 3P%  | TL%  | RP  | AP  | PRP | SP  | PP   |
| --------- | ---------------- | -- | -- | ---- | ---- | ---- | ---- | --- | --- | --- | --- | ---- |
| 2019-2020 | Vand. Commodores | 32 | 31 | 29,7 | 39,3 | 36,2 | 70,9 | 2,8 | 3,6 | 1,1 | 0,1 | 12,0 |
| 2020-2021 | Vand. Commodores | 22 | 22 | 31,7 | 42,8 | 35,8 | 85,0 | 2,9 | 4,9 | 1,8 | 0,2 | 20,8 |
| 2021-2022 | Vand. Commodores | 36 | 36 | 33,1 | 41,6 | 32,5 | 74,9 | 3,6 | 4,5 | 1,9 | 0,2 | 20,4 |
| Carriera  | Carriera         | 90 | 89 | 31,5 | 41,4 | 34,3 | 76,3 | 3,1 | 4,3 | 1,6 | 0,2 | 17,5 |

#### Massimi in carriera
- Massimo di punti: 36 vs Cincinnati (4 marzo 2021)[5]
- Massimo di rimbalzi: 9 vs Xavier-Cincinnati (22 marzo 2022)
- Massimo di assist: 12 vs Mississippi State (9 gennaio 2021)
- Massimo di palle rubate: 6 vs Alabama (22 febbraio 2022)
- Massimo di stoppate: 2 vs Florida (30 dicembre 2020)
- Massimo di minuti giocati: 43 vs Dayton (20 marzo 2022)

### NBA

#### Regular Season
| Anno      | Squadra           | PG  | PT | MP   | TC%  | 3P%  | TL%  | RP  | AP  | PRP | SP  | PP   |
| --------- | ----------------- | --- | -- | ---- | ---- | ---- | ---- | --- | --- | --- | --- | ---- |
| 2022-2023 | L.A. Lakers       | 6   | 0  | 5,3  | 33,3 | 33,3 | 55,6 | 0,7 | 0,3 | 0,3 | 0,2 | 2,3  |
| 2023-2024 | Memphis Grizzlies | 21  | 16 | 25,1 | 49,3 | 41,7 | 74,5 | 3,2 | 4,7 | 1,7 | 0,5 | 12,9 |
| 2024-2025 | Memphis Grizzlies | 79  | 21 | 21,3 | 48,0 | 39,7 | 71,3 | 3,3 | 4,4 | 1,3 | 0,4 | 9,9  |
| Carriera  | Carriera          | 106 | 37 | 21,2 | 48,1 | 40,1 | 71,5 | 3,1 | 4,2 | 1,3 | 0,4 | 10,0 |

#### Playoffs
| Anno     | Squadra           | PG | PT | MP   | TC%  | 3P%  | TL% | RP  | AP  | PRP | SP  | PP   |
| -------- | ----------------- | -- | -- | ---- | ---- | ---- | --- | --- | --- | --- | --- | ---- |
| 2025     | Memphis Grizzlies | 4  | 4  | 32,3 | 37,9 | 35,7 | 100 | 5,5 | 3,5 | 1,0 | 0,3 | 18,3 |
| Carriera | Carriera          | 4  | 4  | 32,3 | 37,9 | 35,7 | 100 | 5,5 | 3,5 | 1,0 | 0,3 | 18,3 |

#### Massimi in carriera
- Massimo di punti: 28 vs Los Angeles Lakers (13 aprile 2024)[6]
- Massimo di rimbalzi: 2 (2 volte)
- Massimo di assist: 1 (2 volte)
- Massimo di palle rubate: 1 (2 volte)
- Massimo di stoppate: 1 vs Phoenix Suns (19 dicembre 2022)
- Massimo di minuti giocati: 15 vs Phoenix Suns (19 dicembre 2022)

### NBA G-League
| Anno      | Squadra          | PG | PT | MP   | TC%  | 3P%  | TL%  | RP  | AP  | PRP | SP  | PP   |
| --------- | ---------------- | -- | -- | ---- | ---- | ---- | ---- | --- | --- | --- | --- | ---- |
| 2022-2023 | South Bay Lakers | 35 | 5  | 28,3 | 45,3 | 32,1 | 76,8 | 3,7 | 5,3 | 1,7 | 0,5 | 22,2 |
| 2023-2024 | South Bay Lakers | 17 | 15 | 30,4 | 48,1 | 32,9 | 84,6 | 5,4 | 6,1 | 2,4 | 0,9 | 20,2 |
| Carriera  | Carriera         | 52 | 20 | 29,0 | 46,2 | 32,3 | 78,8 | 4,2 | 5,6 | 1,9 | 0,6 | 21,5 |